# Małgorzata Ochota
Małgorzata Ochota – polska lekarz weterynarii, doktor habilitowany nauk weterynaryjnych, profesor na Uniwersytecie Przyrodniczym we Wrocławiu, specjalistka od rozrodu zwierząt.

## Kariera naukowa
W 2000 roku na Akademii Rolniczej we Wrocławiu uzyskała tytuł lekarza weterynarii. W 2004 roku na Wydziale Medycyny Weterynaryjnej tej samej uczelni uzyskała stopień doktora nauk weterynaryjnych na podstawie rozprawy pt. Odporność bierna cieląt a status mikrobiologiczny gruczołu mlekowego i środowiska, której promotorem był Jan Twardoń. W 2009 roku została zatrudniona na tejże uczelni, a w 2018 roku uzyskała na jej Wydziale Medycyny Weterynaryjnej stopień doktora habilitowanego nauk weterynaryjnych na podstawie pracy pt. Badania nad optymalizacją wybranych metod hodowli i kriokonserwacji przedimplantacyjnych zarodków kota domowego (Felis catus).